# Ernest Lehman
Ernest Lehman (Nueva York, 8 de diciembre de 1915 - Los Ángeles, 2 de julio de 2005) fue un guionista norteamericano ganador de un Globo de Oro y cuatro veces nominado a los Premios Óscar. En su escasa obra (apenas una docena de películas) figuran títulos tan relevantes como Sabrina (1954), Con la muerte en los talones (1959), West Side Story (1961), Sonrisas y lágrimas (1965) o ¿Quién teme a Virginia Woolf? (1966).
En 2001 fue el primer guionista galardonado con un Óscar Honorífico.

## Biografía
Ernest Lehman nació en el seno de una acomodada familia judía de Long Island venida a menos como consecuencia de la Gran Depresión. Tras graduarse en el City College of New York, inició su carrera como escritor independiente escribiendo radionovelas, artículos de cotilleo sobre famosos y anuncios para musicales de Broadway. Esta experiencia quedó plasmada más tarde en la novela El dulce sabor del éxito que él mismo adaptaría para la gran pantalla en 1957 dando lugar a la película Chantage en Broadway.
Su trabajo despertó el interés de la Paramount, que le ofreció un primer contrato como guionista. En 1954 escribe su primera película, La torre de los ambiciosos (Executive Suit), dirigida por Robert Wise pero su primer gran éxito llega tras recibir la frenética  llamada de Billy Wilder que buscaba urgentemente un guionista para su nuevo proyecto; Sabrina. Aunque el rodaje no estuvo exento de problemas y Lehman acabó sufriendo una crisis nerviosa, su trabajo le valió un Globo de Oro y su primera candidatura al Óscar.
Lehman continuó trabajando con éxito durante los siguientes años escribiendo piezas tan cotizadas como El rey y yo (1956), Marcado por el odio (1956), inspirada en la vida del mítico boxeador Rocky Graziano o Chantaje en Broadway (1957). Pero la consagración definitiva como guionista le llega de la mano de Alfred Hitchcock, juntos crearán Con la muerte en los talones, una de las grandes obras maestras del séptimo arte. Perfeccionista hasta la extenuación, Lehman llegó incluso a escalar el Monte Rushmore antes de escribir la escena fetiche del film para hacerse una idea de las sensaciones que viviría a su personaje al mirar al vacío.
Tras el gran éxito de Con la muerte en los talones y lejos de encasillarse, Lehman escribió dos musicales West Side Story (1961) y Sonrisas y lágrimas (1965). Convertido ya en leyenda, en 1966 aceptó el difícil reto de adaptar al cine la obra teatral de Edward Albee ¿Quién teme a Virginia Woolf?. Dirigida por Mark Robson y producida por el propio Lehman.
En 1969 escribe Hello, Dolly!, un homenaje al cine musical dirigido por Gene Kelly y protagonizado por Barbra Streisand, tras lo cual da el salto a la dirección con Portnoy’s Complaint (1972), una adaptación de la novela homónima de Philip Roth, que supondría su primera y única experiencia como director.
En 1974 vuelve a colaborar con un decadente Hitchcock en el que, a la postre, sería el último film del director británico, La trama (1976).
Ernest Lehman decidió retirarse en 1979. 
Candidato al Óscar en cuatro ocasiones, hubo de esperar al año 2001 para recibirlo. Fue un Óscar honorífico por su contribución a la historia del cine, el primero que se concedía a un guionista y se lo entregó Julie Andrews, protagonista de Sonrisas y lágrimas, uno de sus mayores éxitos. «Acepto este honor», aseguró Lehman, «en homenaje a todos los guionistas de Hollywood, que tantas veces hemos sufrido el anonimato».
Falleció en Los Ángeles el 2 de julio de 2005 y se encuentra enterrado en el Cementerio Westwood Village Memorial Park de dicha ciudad.

## Filmografía
- La Torre de los Ambiciosos (1954)
- Sabrina (1954)
- El rey y yo (1956)
- Chantage en Broadway (1954)
- Con la muerte en los talones (1959)
- West Side Story (1961)
- The Prize (El Premio) (1963)
- Sonrisas y lágrimas (1965)
- ¿Quién teme a Virginia Woolf? (1966)
- Hello, Dolly! (1969)
- Portnoy's Complaint (1972) ( Director y guionista)
- Family Plot (La trama)) (1976)
- Black Sunday (Domingo negro) (1977)

## Premios y distinciones
Premios Óscar
| Año  | Categoría                        | Película                      | Resultado |
| ---- | -------------------------------- | ----------------------------- | --------- |
| 1955 | Mejor guion                      | Sabrina                       | Nominado  |
| 1960 | Mejor argumento y guion original | North by Northwest            | Nominado  |
| 1962 | Mejor argumento y guion adaptado | West Side Story               | Nominado  |
| 1967 | Mejor Película                   | ¿Quién teme a Virginia Woolf? | Nominado  |
| 1967 | Mejor guion adaptado             | ¿Quién teme a Virginia Woolf? | Nominado  |
| 1969 | Mejor Película                   | Hello, Dolly!                 | Nominado  |
| 2001 | Óscar Honorífico                 | Óscar Honorífico              | Ganador   |